# National Society of Film Critics Awards 2015
La 49ª edizione dei National Society of Film Critics Awards, annunciati il 3 gennaio 2015, ha premiato i migliori film del 2014 secondo i membri della National Society of Film Critics (NSFC).

## Vincitori
A seguire vengono indicati i vincitori, in grassetto, e gli altri classificati, ciascuno col numero di voti ricevuti (tra parentesi):

### Miglior film
1. Adieu au langage - Addio al linguaggio (Adieu au langage), regia di Jean-Luc Godard (25)
2. Boyhood, regia di Richard Linklater (24)
3. Birdman, regia di Alejandro González Iñárritu (10) ex aequo Turner (Mr. Turner), regia di Mike Leigh (10)

### Miglior regista
1. Richard Linklater - Boyhood (36)
2. Jean-Luc Godard - Adieu au langage - Addio al linguaggio (Adieu au langage) (17)
3. Mike Leigh - Turner (Mr. Turner) (12)

### Miglior attore
1. Timothy Spall - Turner (Mr. Turner) (31)
2. Tom Hardy - Locke (10)
3. Ralph Fiennes - Grand Budapest Hotel (The Grand Budapest Hotel) (9) ex aequo con Joaquin Phoenix - Vizio di forma (Inherent Vice) (9)

### Miglior attrice
1. Marion Cotillard - C'era una volta a New York (The Immigrant) e Due giorni, una notte (Deux jours, une nuit) (80)
2. Julianne Moore - Still Alice (35)
3. Scarlett Johansson - Lucy e Under the Skin (21)

### Miglior attore non protagonista
1. J. K. Simmons - Whiplash (24)
2. Mark Ruffalo - Foxcatcher - Una storia americana (Foxcatcher) (21)
3. Edward Norton - Birdman (16)

### Miglior attrice non protagonista
1. Patricia Arquette - Boyhood (26)
2. Agata Kulesza - Ida (18)
3. Rene Russo - Lo sciacallo - Nightcrawler (Nightcrawler) (9)

### Miglior sceneggiatura
1. Wes Anderson - Grand Budapest Hotel (The Grand Budapest Hotel) (21)
2. Paul Thomas Anderson - Vizio di forma (Inherent Vice) (15) ex aequo Alejandro González Iñárritu, Nicolás Giacobone, Alexander Dinelaris e Armando Bo - Birdman (15)

### Miglior fotografia
1. Dick Pope - Turner (Mr. Turner) (33)
2. Darius Khondji - C'era una volta a New York (The Immigrant) (27)
3. Fabrice Aragno - Adieu au langage - Addio al linguaggio (Adieu au langage) (9)

### Miglior documentario
1. Citizenfour, regia di Laura Poitras (56)
2. National Gallery, regia di Frederick Wiseman (19)
3. The Overnighters, regia di Jesse Moss (17)

### Film Heritage Award
- Ron Magliozzi, curatore associato, e Peter Williamson, direttore della preservazione cinematografica, del Museum of Modern Art per «aver identificato e montato il materiale superstite del primo lungometraggio statunitense con un cast afroamericano ancora esistente, Lime Kiln Club Field Day (1913) con Bert Williams»[3]
- Ron Hutchinson «cofondatore e direttore del Vitaphone Project, che dal 1991 ha raccolto e restaurato innumerevoli colonne sonore originali su disco di corti e lungometraggi dei primi anni del cinema sonoro, tra cui il recente restauro della Warner Bros. di Gambette indiavolate (1929), di William A. Seiter»[3]